# Autant en emporte Noël
Autant en emporte Noël (Christmas on the Bayou) est un téléfilm de Noêl américain réalisé par Leslie Hope, diffusé le 14 décembre 2013 sur Lifetime.

## Fiche technique
- Titre original : Christmas on the Bayou
- Réalisation : Leslie Hope
- Scénario : Marcy Holland et Brian D. Young
- Photographie : Don E. FauntLeRoy
- Durée : 86 minutes
- Date de diffusion :
  -  France : 2 décembre 2014 sur M6

## Distribution
- Hilarie Burton (VF : Laura Préjean) : Katherine
- Tyler Hilton (VF : Christophe Lemoine) : Caleb
- Randy Travis : M. Greenhall
- Markie Post (VF : Céline Monsarrat) : Lilly
- Edward Asner : Papa Noël
- Brody Rose (VF : Arthur Dubois) : Zack
- Ariana Neal : Sienna
- Colin Bates : Caleb enfant

Sources et légende : Version française selon le carton de doublage français.

## Accueil
Le téléfilm a été vu par 2,986 millions de téléspectateurs lors de sa première diffusion.